# Genovai Egyetem
A Genovai Egyetem (röviden UniGe) egy 1841-ben alapított olasz állami egyetem Genova történelmi belvárosában, fiókintézményekkel különböző Liguria különböző városaiban.
A legtöbb ősi hagyományú európai egyetemhez hasonlóan a Genovai Egyetem eredete a tanárok és a diákok szövetségeiben található. Korai jelentések szólnak Genova olyan kollégiumairól, amelyek a 13. században jogi, teológiai, orvosi és művészeti végzettséget adtak.
Napjainkban az egyetemnek oktatási létesítményei vannak Genova, Imperia, Savona, La Spezia, Chiavari és Pietra Ligure városokban és öt iskolája is van.
A Genovai Egyetem szoros együttműködésben van az Olasz Technológiai Intézettel (IIT), és jelenleg új mérnöki kar építését tervezi az erzelli Nagy Campus technológiai tudományos parkban.

## Története

### A középkori karok
A Collegio dei Giudici 1307-ban már biztosan létezett, amikor a népkapitányok a kollégium minden tagjánál megállapították az adók és járulékok mentességét. Feltételezhető, hogy az orvosok főiskolája a bírák kollégiumával egyidejűleg jött létre. Mindenesetre, 1353-ban a kollégium tagjaira is kiterjesztették az adómentességet. A Kollégium alapokmányát az Elderek Tanácsa 1481. augusztus 8-án hirdette ki.
A teológiai kollégiumnak is ősi eredete van, amelyet IV. Szixtusz pápa 1471-es bullájával erősített meg.
A város oktatási intézményei élvezhették azt az örökséget, amelyet például Ettore Vernazza 1512-ben hagyott végrendeletében, hogy Genovába négy orvostanprofesszort hozzanak, és Ansaldo Grimaldi, aki 1536-os végrendeletében létrehozott egy alapítványt az egyházi törvények, a polgári jog, az erkölcsfilozófia és a matematika oktatása támogatására.

### A San Girolamo Főiskola
A kollégiumok tanszékeit 1569-ben a jezsuita atyák iskoláiba integrálták, amelyek már 1554-től működtek Genovában. A jezsuita főiskola 1623-ban, különböző vándorlások után, San Girolamo Del Roso templomában található, ezért "Collegio di San Girolamo" néven szerepel. A templom mellett, a környező földterület megvásárlásával gazdagodva, a főiskola épületét (a jelenlegi Palazzo del Rettorato) Bartolomeo Bianco építész építette 1640-ben.
A latin nyelv négy alsó osztályán kívül a főiskolán többek között két retorika, egy matematika, egy logika, egy fizika, két skolasztikus teológia, egy erkölcsi teológia, egy egyházjogi tanszék működött.
A San Girolamo Főiskola nem volt egyetemi rangú oktatási intézmény, így hallgatói csak a Genovai Köztársaságon kívül, Pavia, Parma és Róma egyetemein folytathatták tanulmányaikat.

### Az egyetem 1773–1805 között
1773-ban a Jézus Társasága feloszlatásával a főiskola irányítása a Genovai Köztársaság Szenátusához került, annak jogával együtt, hogy tanárokat nevezzen ki. Megalakult a tanulmányi szék, amely génuai patriciusokból állt, és az összes tanszék újjászerveződött, mind a felsőoktatáshoz (kánonjog, polgári joggyakorlat, filozófia, fizika, teológia, logika és metafizika), mind az alacsonyabb szintű tanításhoz: retorika, olvasás, írás. Meg kell jegyezni, hogy a fizika tanítása, amit Glicerio Sanxay atyára bíztak, különbözött a filozófiától.
1777-ben egy hagyaték lehetővé tette egy katedra és egy Guglielmo Battra bízott kémiai szertár létrehozását, aki megkezdte a munkát az egyik egyetemi épület mögötti botanikus kert létrehozására.
A teológia minden fokozatát 1781. október 25. után az Egyetem bocsátotta ki, és egy 1782. április 29-i rendelettel a Szenátus az Egyetem teológiai karába olvasztotta a Teológiai Főiskolát.
A tanulmányi széknek be kellett vezetnie a gyakorlati-kísérleti tanítást. Két évvel később, 1784-ben aktiválták a kereskedelmi aritmetika, a természettudomány és a kísérleti fizika tanszékét, az utóbbinak saját hivatala volt. Az algebra és a geometria oktatásával ideiglenesen a metafizika előadóját bízták meg, aki ezt ingyenesen végezte.
A Napóleon Bonaparte által francia modell alapján alapított Ligur Köztársaság 1802-ben rendeletet adott ki, amely az egyetemet négy karba szervezte: teológiaiba, filozófiaiba, jogiba és orvosiba. Öt tagból álló bizottságot hozott létre, egy-egy főt a négy kar mindegyikéhez és egyet a professzorok szabad megválasztásához.
Az orvosi tanulmányok is az Egyetem keretében folytak, amíg a Pammatone Kórházhoz nem kerültek.
A diploma megszerzéséhez szükséges tanulmányokra három vagy négy évet írt elő a bizottság, amelynek feladata a vizsgák rendezése volt, amelyeken a hallgatóknak meg kell felelniük a cím megszerzéséhez.

### A császári egyetem, majd Genova császári akadémiája
Az Első Francia Császárság létrehozása után, amely elnyelte a Ligur Köztársaságot, a felsőoktatást speciális jogi, orvostudományi, fizikai és matematikai tudományi, kereskedelmi tudományi, nyelv és irodalmi, valamint gyógyszerészeti tanszékekben rendelte el. A Genovai Egyetem a napóleoni szféra összes többi egyetemi központjának közös sorsára jutott, amelyeket mind az egyetlen párizsi császári egyetem alá szerveztek.
Az egyetemen negyven tanszék és hatszáz diák volt. A költségvetést a jezsuiták külföldi, a Társaság felszámolása előtt külföldre, különösen Londonba és Ausztriába  kimentett tőkéjéből finanszírozta.
A tanszékeket újraszervezték: először eltörölték a teológiaiakat, amelyek a szemináriumban már egyesültek, és a jogiakat négyre csökkentették. Megalakultak a csillagászat, a francia irodalom és történelem tanszékei.
A génuai egyetem 1805-ben a Genovai Császári Egyetem, 1809-ben pedig a Genovai Császári Akadémia nevet kapta.

### A Genovai Egyetem
Napóleon ősszel a Genovai Köztársaságba ideiglenes kormánya tanulmányi helyettest nevezett ki, és 1815-ben a bécsi kongresszust követően a résztvevő hatalmak kijelentették, hogy az egyetem a Szárd Királyság joghatósága alá tartozik, és így részesülhet a biztosított jogokból a Torinói Egyetemen.
Az 1821–23-as 1830-35-es felkelések során az egyetemet zavargások miatt, majd a közrend érdekében bezárták.
Az első tricolort továbbra is megőrizték az egyetemen a nemzeti egység jövőbeli jelképeként, amellyel a diákok, Goffredo Mameli vezetésével, 1847. december 10-én integettek Genova utcáin az osztrákok városból történő kiutasításának 101. évfordulója alkalmából.
1870-ben megalapították a Királyi Haditengerészeti Gimnáziumot és a gazdasági és kereskedelmi tudományok tanszékét, amelyet 1936-ban a Genovai Királyi Egyetembe illesztettek be.
1862-ben a Matteucci-törvény Genovának tulajdonítja a második szintű egyetem minősítését. 1885-ben az első szinthez csatolták, és a pogány reformáció 1923-ban történő hatálybalépésével véglegesen megerősítették az értékelési területet.

## Egyetemi szervezetek
Az egyetem iskolákba szerveződik, amelyek a diszciplináris affinitás és a szervezeti funkcionalitás kritériumai szerint csoportosított osztályok közötti koordináció struktúrái; 23 osztály van 5 iskolába osztva:
- Matematikai, fizikai és természettudományi iskola (via Dodecaneso 31, 33, 35 - 16146 Genoa)
  - Kémiai és Ipari Kémiai Tanszék
  - Fizikai Tanszék
  - Számítástechnika, biotechnológia, robotika és rendszerek tervezése Tanszék
  - Matematikai Tanszék
  - Föld, Környezet és Élettudományi Tanszék
- Orvosi és gyógyszerészeti tudományok iskolája (via Leon Battists Alberti, 4 - 16132 Genova)
  - Gyógyszerész részleg
  - Belgyógyászati és orvosi specialitások tanszéke
  - Kísérleti Orvostudományi Tanszék
  - Idegtudományi, rehabilitációs, szemészeti, genetikai, anya- és gyermektudományi tanszék
  - Integrált sebészeti és diagnosztikai tudományok tanszéke
  - Egészségtudományi Tanszék
- Társadalomtudományi Iskola (via Balbi, 5 - 16126 Genova)
  - Gazdasági Tanszék
  - Jogtudományi Tanszék
  - Oktatási Tudományok Tanszéke
  - Politikai tudományok tanszéke
- Humanitárius Iskola (via Balbi, 2-4 - 16126 Genova)
  - Ókori, Filozófiai és Történeti Tanszék
  - Olasz Tanulmányok, Romanológia, Antik, Művészetek és Szórakozás Tanszék
  - A modern nyelvek és kultúrák osztálya
- Műszaki iskola (via Montallegro, 1 - 16145 Genova)
  - Építészeti és tervezési osztály
  - Számítástechnika, biotechnológia, robotika és rendszerek tervezése
  - Polgári, vegyi és környezeti mérnöki tanszék
  - Gépészmérnöki, energia-, irányítási és közlekedési osztály
  - A haditengerészeti, elektromos, elektronikus és távközlési mérnöki tanszék

### A Genovai Egyetem IANUA középiskolája
Az egyetemen 2013-ban megalakult az egyetem középiskolája (ISSUGE), amely 2016-tól a Genovai Egyetem gimnáziuma lett (IANUA-ISSUGE). amely a következő területeken működik: mérnöki és építészeti, természet-(fizikai matematikai) tudományok, orvosi és gyógyszerészeti, valamint társadalomtudományok és humán tudományok. A IANUA Gimnázium a fennálló szabályzat és nyereségesség alapján működik (folyamatosan vezetik a legjobb tanulók listáját) a rendes tanulmányok és az integratív képzési program sikeres egyesítésében.

## Rektorok
Az egyetem rektorai 1849-től a mai napig:
- Giovanni Torti, 1849–1852
- Lorenzo Isnardi, 1853–1863
- Giuseppe De Notaris, 1864–1865
- Placido Tardy, 1865–1868
- Antonio Caveri, 1868–1870
- Cesare Cabella, 1870–1878
- Placido Tardy, 1878–1881
- Riccardo Secondi, 1881–1893
- Antonio Ponsiglioni, 1893–1896
- Pilade Lachi, 1896–1898
- Giacinto Morera, 1898–1900
- Antonio Ponsiglioni, 1901–1903
- Anton Giulio Barrili, 1903–1904
- Corrado Parona, 1904–1905
- Adolfo Francesco Rossello, 1905–1907
- Edoardo Maragliano, 1907–1917
- Prospero Fedozzi, 1917–1923
- Paolo Revelli Beaumont, 1923–1925
- Mattia Moresco, 1925–1943
- Emanuele Sella, 1943
- Eugenio Giuseppe Togliatti, 1943–1944
- Giovanni Alfero, 1944–1945
- Emanuele Sella, 1945–1946
- Achille Pellizzari, 1946–1948
- Carlo Cereti, 1948–1962
- Girolamo Orestano, 1962–1968
- Francesco Borlandi, 1968–1969
- Carmine Alfredo Romanzi, 1969–1984
- Enrico Beltrametti, 1984–1990
- Sandro Pontremoli, 1990–2004
- Gaetano Bignardi, 2004–2008
- Giacomo Deferrari, 2008–2014
- Paolo Comanducci, 2014 óta[18]

## Képgaléria

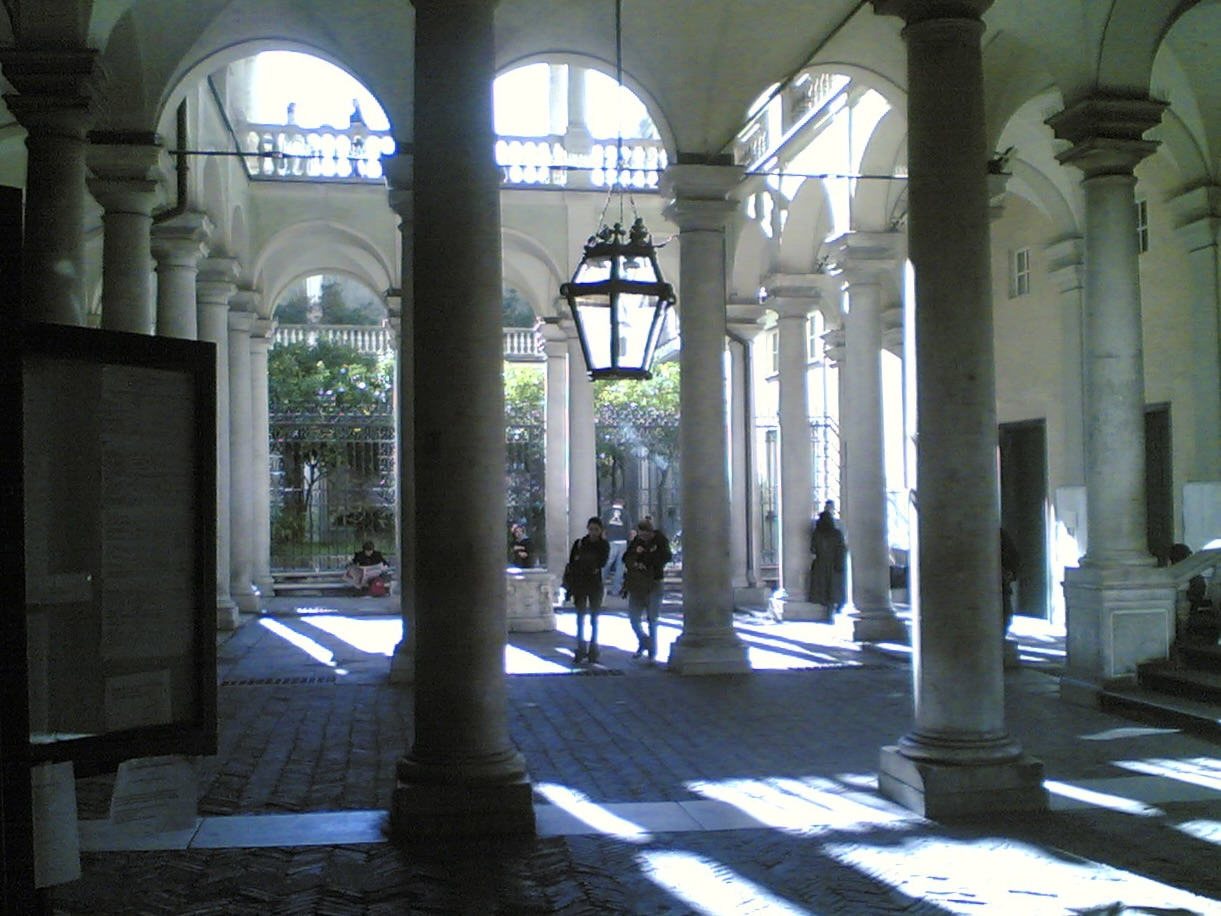
Irodalmi és filozófiai kar a Via Balbin
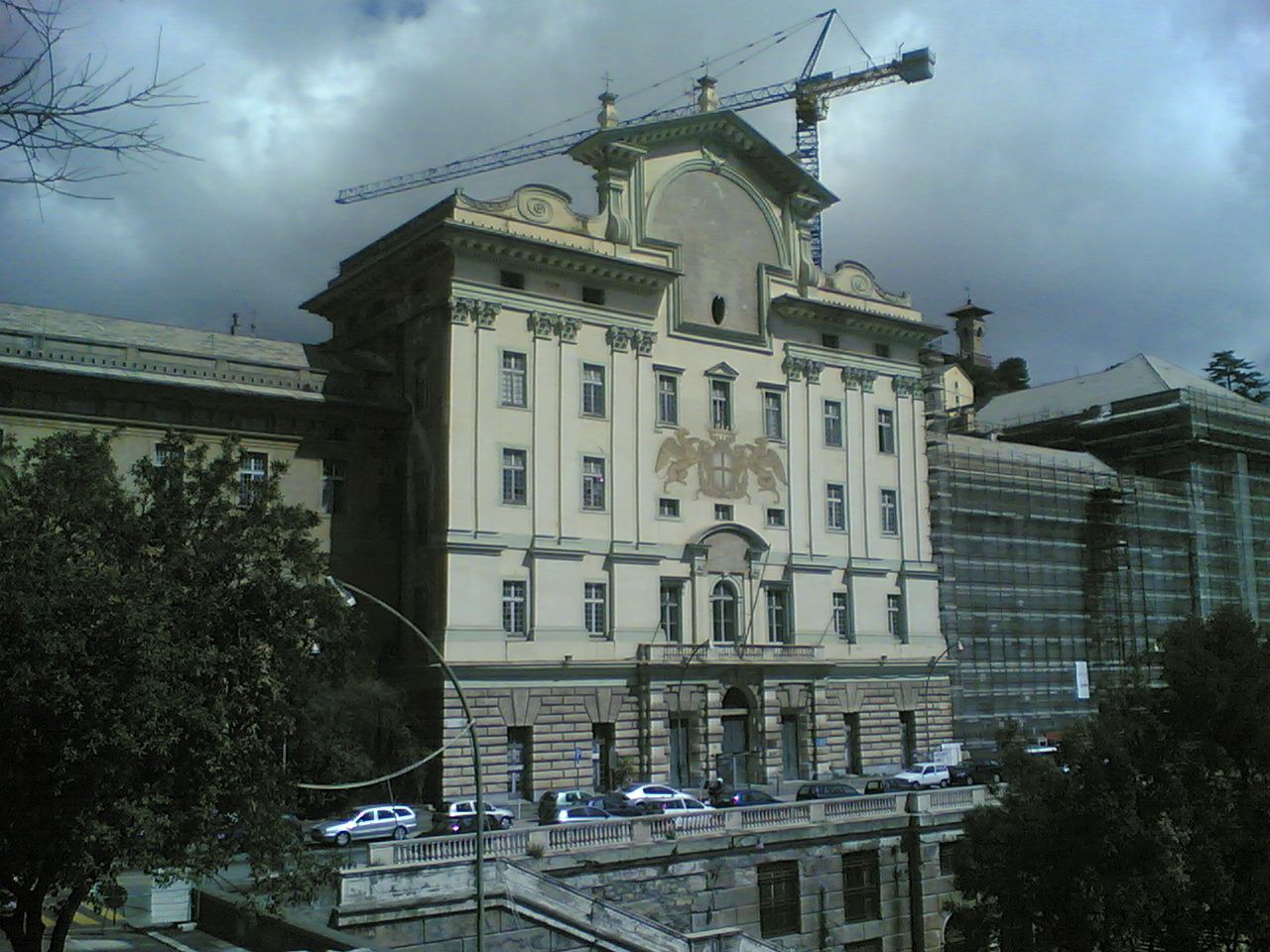
Az Albergo dei Poveri, a Politikai Tudományok Karának otthona
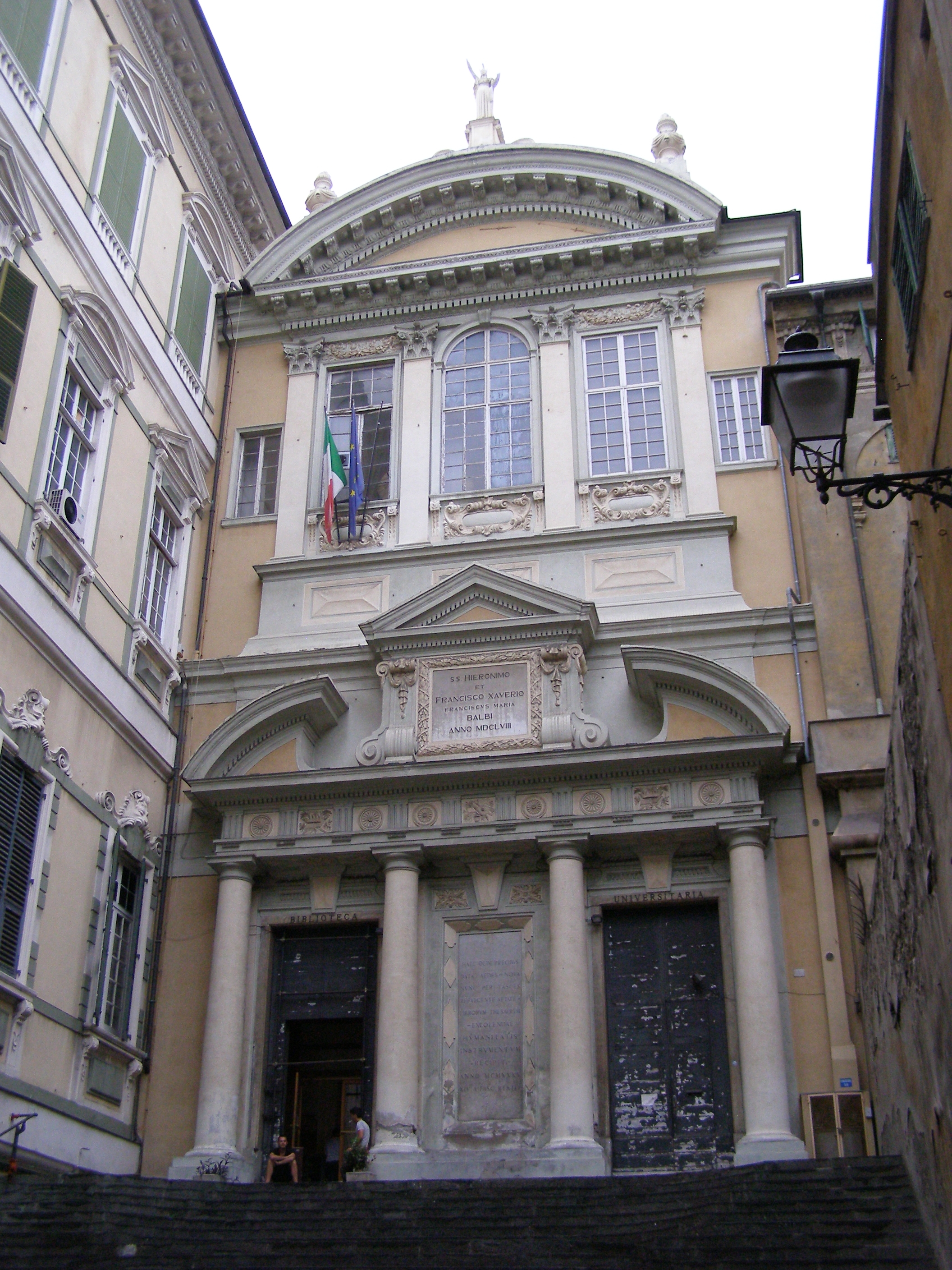
Egyetemi könyvtár a Via Balbin
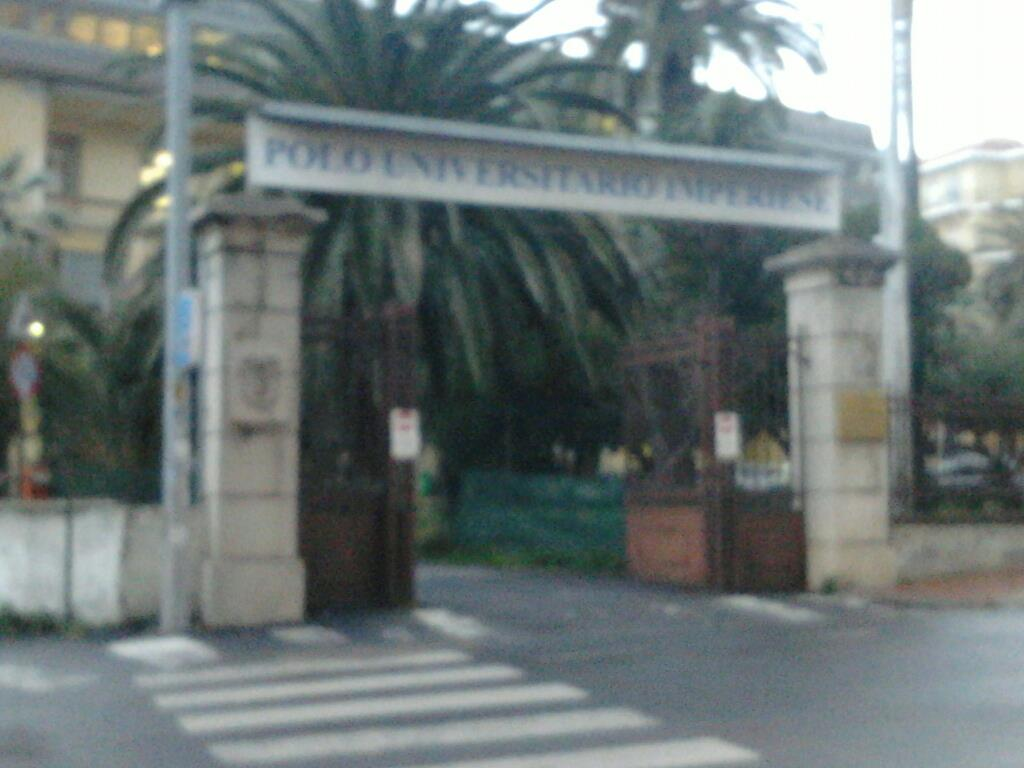
Felvételi pont, Imperia, Porto Maurizio, 1992/1993-es tanév
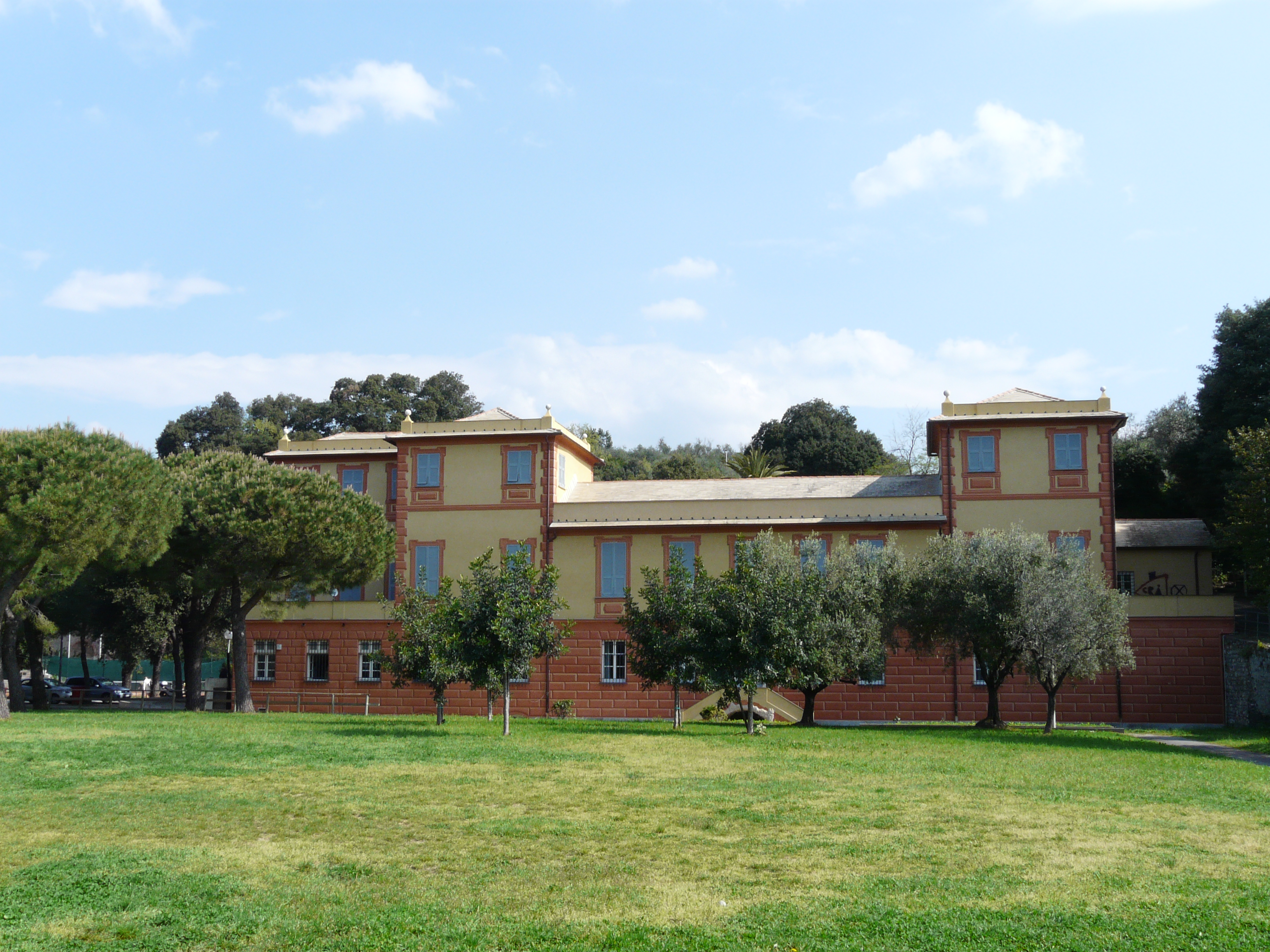
A Villa Grimaldi Spinola, Lavagna

## Érdekesség
- A Via Balbin és a Genovai Egyetemen forgatták 2005-ben Giuseppe Ferrara Guido che sfidò le Brigate Rosse című filmjét, amely Vörös Brigádok által meggyilkolt Guido Rossa munkásnak állít emléket, valamint Michael Winterbottom  2008-as, Genova - Un luogo per ricominciare című filmjét.

## Bibliográfia
- Lorenzo Isnardi: Storia della Università di Genova, 1864

## Egyéb projektek
- Wikimedia Commons tartalmaz képeket vagy egyéb fájlokat Università degli Studi di Genova

## Fordítás
Ez a szócikk részben vagy egészben  az   Università degli Studi di Genova című olasz Wikipédia-szócikk ezen változatának fordításán alapul.  Az eredeti cikk szerkesztőit annak laptörténete sorolja fel. Ez a jelzés csupán a megfogalmazás eredetét és a szerzői jogokat jelzi, nem szolgál a cikkben szereplő információk forrásmegjelöléseként.